# 18. maj
18. maj er dag 138 i året i den gregorianske kalender (dag 139 i skudår). Der er 227 dage tilbage af året.
Dagens navn er Erik, efter den svenske konge Erik den Hellige, som blev halshugget af danske prins Magnus Henriksøn, på vej hjem fra korstog i Finland i 1160. Den dag i dag opbevares Erik den Helliges ben i domkirken i Uppsala i Sverige.
Dagen er en af de uheldige i Tycho Brahes kalender.

### Begivenheder
Født - Dødsfald
- 585 f.Kr. - Solformørkelse, forudsagt af Thales fra Milet.
- 1803 - Storbritannien erklærer krig mod Frankrig, efter at have ophævet en et år gammel fredstraktat.
- 1804 - Napoleon Bonaparte bliver af det franske senat udråbt som kejser af Frankrig.
- 1843 - Første folkemøde på Skamlingsbanken.
- 1889 - Dansk Boldspil Union (DBU) stiftes af en række fodbold- og kricketklubber.
- 1896 - Under festlighederne i forbindelse med kroningen af zar Nikolaj 2. af Rusland opstår der massehysteri og 1.389 mennesker trampes ihjel.
- 1897 - Dracula, romanen skrevet af den irske forfatter Bram Stoker, udgives første gang.
- 1899 - I Haag åbnes den første internationale fredskonference. De 26 deltagende lande enes om at forbyde nedkastning af bomber fra luftfartøjer og skydning med dum-dum kugler.
- 1900 - Tonga bliver britisk protektorat.
- 1909 -  Landsudstillingen i Århus blev åbnet af kong Frederik 8. og Dronning Louise, Kronprins Christian og Kronprinsesse Alexandrine
- 1936 - Den spanske borgerkrig bryder ud.
- 1937 - Gymnastik gøres obligatorisk for piger i landsbyskoler.
- 1944 - De allierede indtager Monte Cassino, Italien.
- 1966 - Mols-Linien mellem Ebeltoft og Sjællands Odde åbnes.
- 1969 - USA opsender Apollo 10 med kurs mod månen.
- 1974 - Under projekt Smiling Buddha detonerer Indien sin første atombombe og bliver således den sjette nation, der får atomvåben.
- 1980 - Efter at have slumret i 123 år kommer vulkanen Mount St. Helens, Portland, USA i et voldsomt udbrud.
- 1982 - I den første danske sag om computersvindel sigtes en 28-årig bankassistent for at have tilegnet sig 430.000 kr.
- 1983 - Sri Lanka indfører undtagelsestilstand efter valguroligheder.
- 1990 - Det franske TGV-tog sætter ny verdensrekord med 515 km/t.
- 1991 - Det nordlige Somalia river sig løs som en ny nation kaldet Somaliland, men anerkendes ikke af det internationale samfund.
- 1992 - Bille August vinder De Gyldne Palmer i Cannes med Den gode vilje.
- 1993 - 56.7% af danskerne stemmer for EF-Unionen.
- 1993 - Der opstår voldsomme uroligheder på Nørrebro i København efter EU-afstemning. Politiet skyder med skarpt imod demonstranter.
- 1998 - USA's justitsministerium anlægger sag mod Microsoft for overtrædelse af monopolloven.
- 2013 - Danmark vinder den 58. udgave af Eurovision Song Contest med sangen "Only Teardrops", sunget af Emmelie de Forest
- 2016 - Sevilla FC vinder finalen i UEFA Europa League for tredje år i træk, og femte gang på ti år.

### Født
- 1850 - Oliver Heaviside, engelsk fysiker (død 1925).
- 1868 - Nikolaj 2., Ruslands sidste zar (død 1918).
- 1872 - Bertrand Russell, britisk filosof, matematiker og modtager af Nobelprisen i litteratur (død 1970).
- 1883 - Walter Adolph Gropius, tysk arkitekt (død 1969).
- 1885 - Aage Foss, dansk skuespiller (død 1952).
- 1897 - Frank Capra, amerikansk amerikansk filminstruktør (død 1991).
- 1912 - Perry Como, amerikansk sanger (død 2001).
- 1913 - Charles Trenet, fransk sanger og sangskriver (død 2001).
- 1914 - Boris Christoff, bulgarsk operasanger (død 1993).
- 1919 - Margot Fonteyn, engelsk balletdanser (død 1991).
- 1920 - Johannes Paul 2., polskfødt pave (død 2005).
- 1922 - Kai Winding, danskfødt jazzmusiker (død 1983).
- 1926 - Dirch Passer, dansk skuespiller og komiker (død 1980).
- 1931 - Don Martin, amerikansk tegneserieskaber.
- 1933 - Søren Haslund-Christensen, dansk generalmajor og tidligere hofmarskal (død 2021).
- 1937 - Jacques Santer, Formand for Europa-kommissionen.
- 1940 - Colin Addison, engelsk tidligere professional fodboldspiller.
- 1949 - Rick Wakeman, engelsk musiker i Yes.
- 1960 - Jens Bruno Hansen dansk operasanger
- 1960 - Yannick Noah, fransk tennisspiller.
- 1962 - Sandra, Germansk sanger.
- 1966 - Renata Pytelewska Nielsen, polsk-dansk atletikudøver og -træner.
- 1975 - Jack Johnson (musiker), amerikansk sanger og sangskriver.
- 1975   - John Higgins, skotsk snookerspiller.
- 1992 - Fernando Pacheco, spansk fodboldspiller.

### Dødsfald
- 1160 - Erik den Hellige, svensk konge (født ca.1120).
- 1909 - Isaac Albéniz, spansk komponist og pianist (født 1860).
- 1911 - Gustav Mahler, østrigsk komponist og dirigent (født 1860).
- 1921 - Martin Nyrop, dansk arkitekt (født 1849).
- 1980 - Ian Curtis, engelsk sanger og musiker (født 1956).
- 1987 - Heðin Brú, færøsk forfatter (født 1901).
- 1990 - Jill Ireland, britisk skuespiller (født 1936).

|  | Denne datoartikel kan blive bedre, hvis der indsættes et (bedre) billede Du kan hjælpe ved at afsøge Wikimedia Commons for et passende billede eller uploade et godt billede til Wikimedia Commons iht. de tilladte licenser og indsætte det i artiklen. |